# Lidice Nuñez
Lidice Nuñez (nacida como Lídice Núñez López, 1969, La Habana, Cuba) es una bailarina, educadora y coreógrafa reconocida como un ícono de la danza contemporánea en Cuba.
Desarrolló un amplio repertorio como bailarina solista y coreógrafa en la Compañía de Danza Contemporánea de Cuba. Posteriormente continuó su carrera en la Ciudad de México y actualmente desarrolla su actividad artística y docente en Houston, Texas.

## Reseña biográfica
Estudió danza en la Escuela Nacional de Arte (ENA) en donde se gradúó con honores y es egresada del Instituto Superior de Arte de Cuba. Recién egresada de la ENA alcanzó la máxima categoría que puede aspirar un bailarín al convertirse en primera bailarina de la compañía. A partir de ese momento su carrera se disparó y fue muy solicitada por los coreógrafos más importantes de aquellos años. En su repertorio constan las creaciones más significativas de Victor Cuéllar, Marianela Boán, Narciso Medina y desde la década de los noventa también simultáneamente realiza creaciones de ella misma. En sus actuaciones dominaba el escenario por completo y no podías dejar de mirarla ni por un segundo.
Su formación técnica fue en la Escuela Nacional de Danza Contemporánea, y su técnica básica es la danza moderna cubana. Su formación tiene mucho del ballet clásico y talleres de otras técnicas como la de Limón, Graham, entre otros. En su obra no trabaja concretamente ni el abstraccionismo, ni la narratividad.
También estudió coreografía en París bajo los auspicios de la Fundación Brownstone y obtuvo el Diploma de Certificación Ulpan Emshej de la Universidad Hebrea.
Desde el año 2014 es miembro del Consejo Internacional de Danza CID UNESCO.
Lídice Nuñez ha actuado y creado para varios Festivales Internacionales de Danza y Ballet en La Habana y en giras por todo el mundo. Ha obtenido varios premios en festivales y concursos nacionales. Ha impartido cursos y talleres en varios países. Sus obras han sido presentadas en Cuba, México, Nicaragua, Surinan, Saint Kis and Nevis, Estados Unidos, Canadá, España, Francia, Rusia, Italy, Greece, Finland, South Korea and Japan.
En 2017 fue coreógrafa invitada de la Compañía de Ballet de la Ciudad de México donde fue nominada a los Premios Lunas del Auditorio Nacional.

## Coreografías
Bailarines como Matthew Rushing (Alvin Ailey American Dance Theatre); Miguel Altunaga (Rambert Dance Company); Victor Alexander (Ruth Page Center); Cervilio Amador (Ballet Nacional de Cuba - Ballet de Cincinnati); Yacnoi Abreu (Ballet Preljocaj); Maray Gutiérrez (Hedwig Dances); Alexis Fernández (La Macana); Alain Rivero (LaMov); Yaday Ponce (Carlos Acosta dance), y muchos otros, han bailado coreografías de Lidice Nuñez.
| Coreografías destacadas:        | Detalles |
| ------------------------------- | --- |
| Mujeres Pájaros                 | Estrenada en Habana, Cuba el año 1996. La obra fue inscrita en el Libro de Honor del Gran Teatro de La Habana, por un jurado presidido por Alicia Alonso; Directora del Ballet Nacional de Cuba; en febrero de 1996. |
| Fabio                           | Estrenada en el Teatro de La Habana García Lorca, actual Alicia Alonso en 1998. Compañía Nacional de Danza de Cuba y Compañía Nacional de Danza Contemporánea de Cuba. Orquesta Sinfónica Nacional de Cuba           |
| La Tempestad                    | Estrenada en el Teatro de La Habana García Lorca, actual Alicia Alonso en 1997. |
| Trastornados                    | Estrenada en el Teatro Mella, Habana, Cuba 1996-2000. Primer premio de coreografía e interpretación, UEA, Cuba. |
| Cuida de no Caer / Cave ne Cade | Estrenada en el Teatro Mella, Habana, Cuba 1997. Primer Premio de coreografía otorgado por la Unión Nacional de Artistas y Escritores de Cuba. Premio Villanueva otorgado por Crítica de Arte en Cuba.               |
| La Eternidad y un Día           | Habana, Cuba el año 2001. |
| El Violín Descalzo              | Estrenada en el Teatro de La Habana García Lorca, actual Alicia Alonso en 2003. |